# Amandha Sylves
Amandha Marine Sylves, née le 29 décembre 2000 à Baie-Mahault (Guadeloupe), est une volleyeuse internationale française évoluant au poste de centrale.
Joueuse professionnelle depuis 2019 et son arrivée au VB Nantes, elle mesure 1,93 m et joue pour l'équipe de France depuis 2017.

## Biographie

### Enfance et formation
Amandha Sylves naît à Baie-Mahault en Guadeloupe, où elle commence enfant la pratique du sport par le judo. Elle vit par la suite sur l'île voisine de Saint-Martin et s'essaye au tennis puis conseillée, se tourne vers le volley-ball qu'elle découvre dans le club local de l'A.S.C.L. Elle déclare : « Au début, ça ne me plaisait pas trop, je n’aimais pas recevoir le ballon sur moi. Je me faisais d’ailleurs engueuler par mes coéquipières et mes entraîneurs, parce que je m’écartais pour éviter les ballons plutôt que de les réceptionner, c’était inimaginable que le ballon me touche ! En plus, il fallait faire de la musculation, du cardio sur la plage à n’importe quelle heure, c’était épuisant ! » Puis grâce à l'apport de ses qualités notamment physique, elle se fait repérer par des formateurs antillais qui lui proposent d’intégrer un Pôle Espoir en métropole et plus particulièrement celui de Boulouris dans le sud-est, considérant que le risque de choc climatique y est moins élevé. À son arrivée, elle connaît des difficultés d'adaptation puis sa persévérance et son travail lui permettent en 2018 d'intégrer l'Institut fédéral de volley-ball de Toulouse et où elle retrouve des joueuses connues au pôle Espoir : Mahé Mauriat, Amélie Rotar, Marie Andriamaherizo et Jade Cholet. Elle débute en Ligue A avec l’équipe première dès son arrivée, joue la quasi-totalité des rencontres de la saison de championnat et s'y distingue en marquant 249 points en 25 matchs. Elle déclare après coup : « Le fait d’avoir disputé ce championnat nous a permis de prendre conscience du niveau qui nous attendra en club, c’était aussi l’occasion pour les autres équipes de nous repérer » Elle, qui, de temps en temps, « dépanne » à la pointe, un poste qu’elle affectionne également,,.

### Carrière en club
Ses débuts prometteurs dans le Championnat de France avec l'IFVB n’échappent pas aux dirigeants du Volley-Ball Nantes, qui lui offrent son premier contrat professionnel pour la saison 2019-2020, à seulement 18 ans,. Au sein de l'équipe de Loire-Atlantique, elle vit une première belle saison en s’imposant comme titulaire en Championnat et en Ligue des champions et se montre efficace notamment au service. À la fin de sa première année, son contrat est renouvelé par le club, confirmant la volonté de celui-ci de s'inscrire dans la stabilité avec des jeunes joueuses française. Pour sa seconde saison,,, elle finit troisième meilleure bloqueuse de Ligue A (67 blocks) et inscrit 249 points dont 12 aces sur les 106 sets joués dans le Championnat. Ayant su profiter de l’exposition que le VB Nantes lui a apportée pour s'affirmer et grandir, elle quitte la France à l'intersaison 2021 et s'engage pour une année (plus une en option) avec l'Azzurra Volley San Casciano, club toscan de la réputée Série A1 italienne,.

### En sélection nationale
Elle fait ses débuts en équipe de France A lors de la campagne internationale 2017. En 2019, elle parvient grâce à ses bonnes prestations lors de la préparation, à gagner sa place dans le groupe des 14 joueuses convoquées par le sélectionneur Émile Rousseaux pour le Championnat d'Europe où elle vit à 18 ans, sa première expérience d'une grande compétition internationale. Les Françaises sont éliminées dès le premier tour. En 2021, elle fait partie de l'équipe qui réalise l'exploit d'atteindre les quarts de finale du Championnat d'Europe, constituant une première depuis 2013,. Face à la Croatie, en huitième de finale, elle se distingue dans un match très disputé — victoire 3 sets à 2 — en apportant le point victorieux par un contre sur la balle de match. Neuf mois plus tard, elle remporte la Ligue européenne 2022, représentant le premier titre de l'histoire de la sélection.

## Clubs
- Volley-Ball Nantes (2019–2021)
- AV San Casciano (2021–2023)
- Cuneo Granda Volley (2023–2024)
- Pallavolo Pinerolo (2024–)

## Palmarès

### En sélection nationale
- Challenger Cup (1) : 
  -  Vainqueur en 2023.

- Ligue européenne (1) : 
  -  Vainqueur en 2022.

- Tournoi de France (amical) : 
  - Finaliste en 2022.

- Coupe Savaria (1) (amical) : 
  - Vainqueur en 2019.

### En club
Néant

### Distinctions individuelles
- Meilleure attaquante et centrale du Championnat de France 2019-2020 (2).